# فهرست وابسته‌های دیپلماتیک جمهوری چک

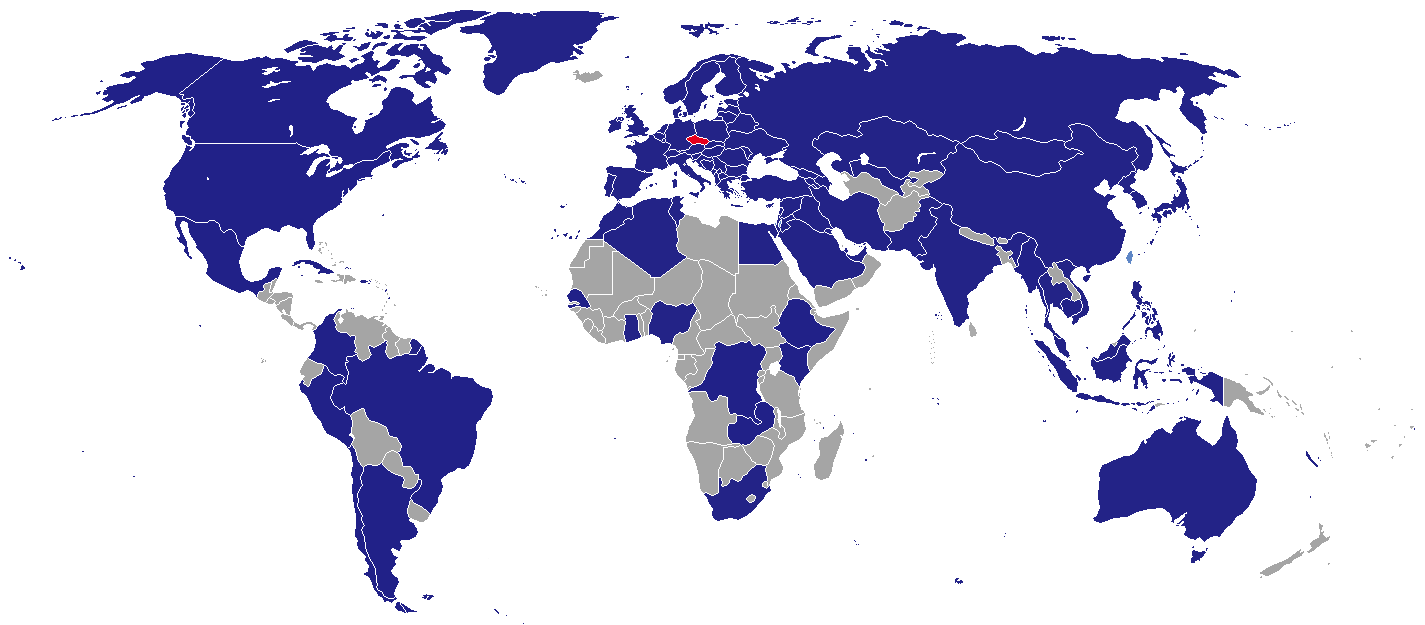
ماموریت‌های دیپلماتیک جمهوری چک

فهرست سفارت‌های جمهوری چک، فهرستی از مراکز سفارتخانه و کنسولگری کشور جمهوری چک در سراسر جهان است.

## آفریقا

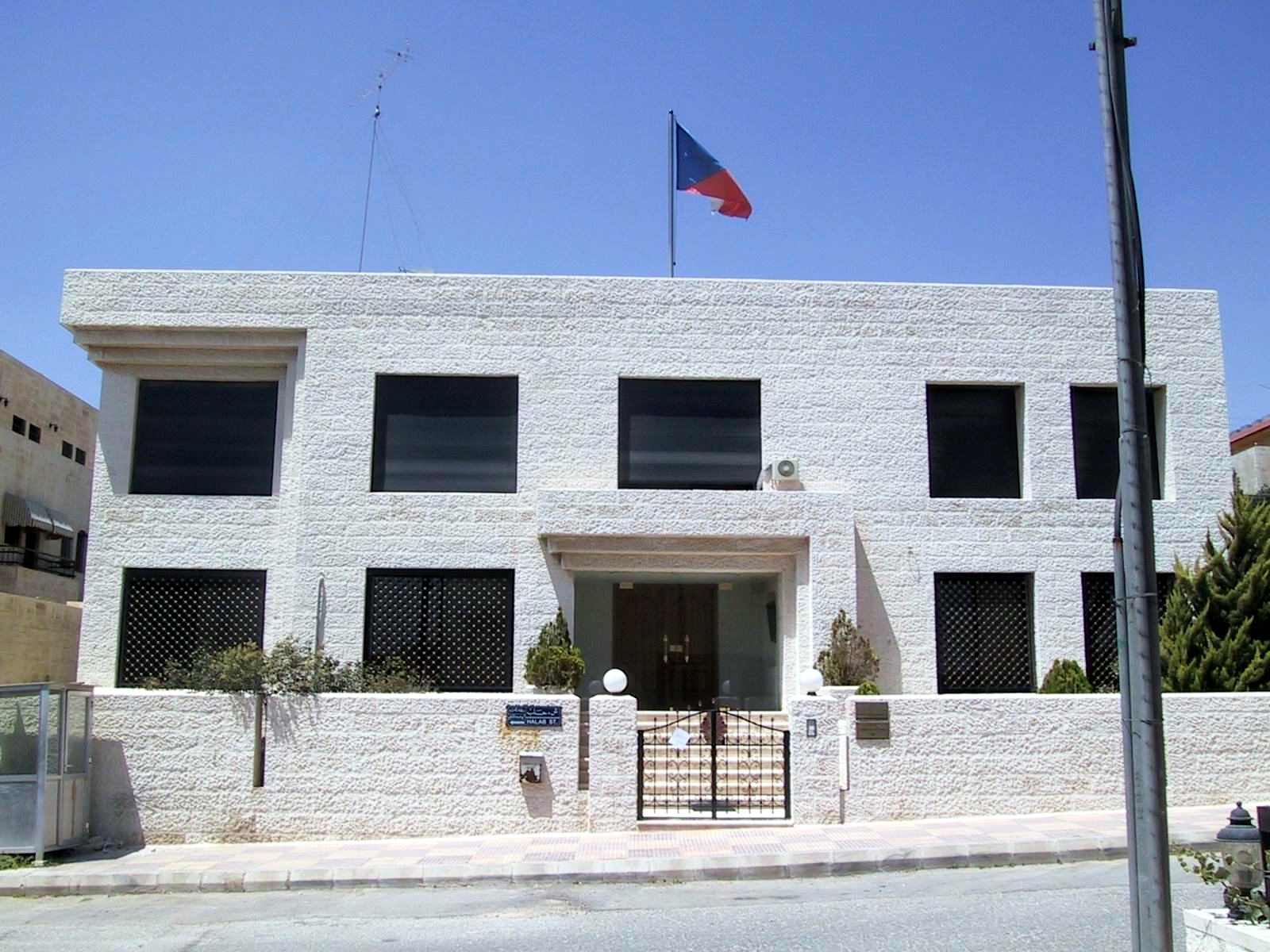
سفارت چک در امان

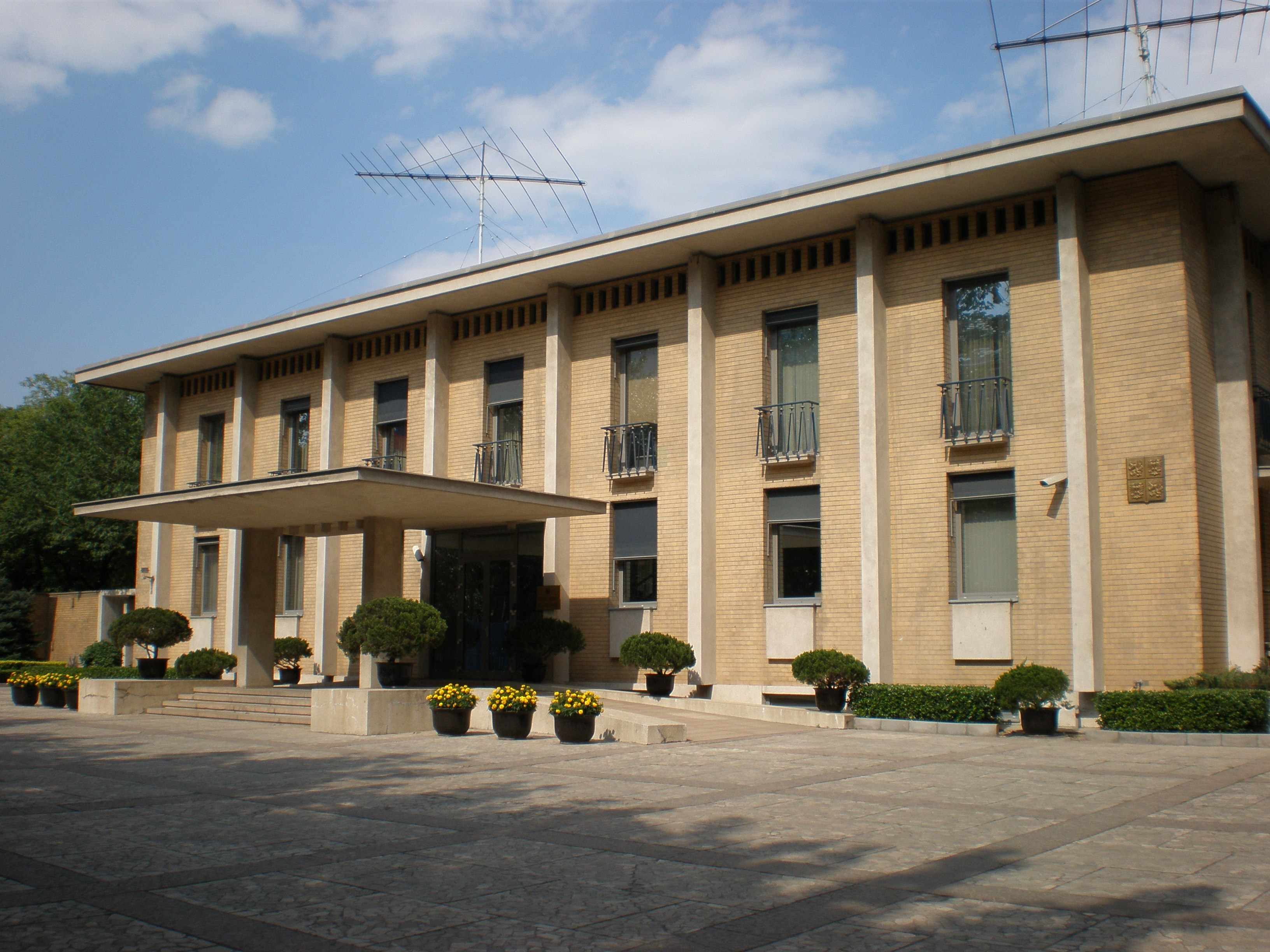
سفارت پکن در پکن

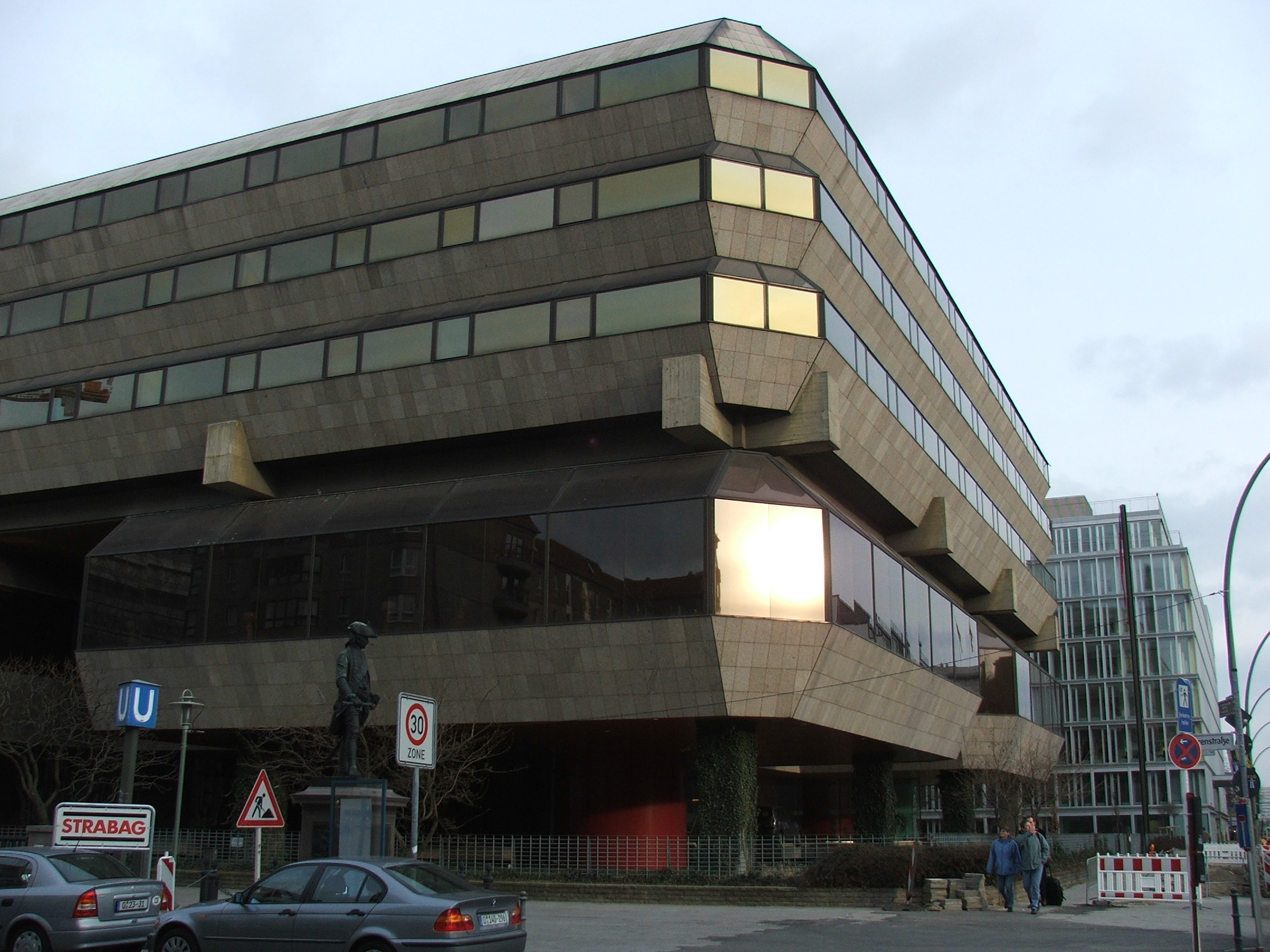
سفارت چک در برلین

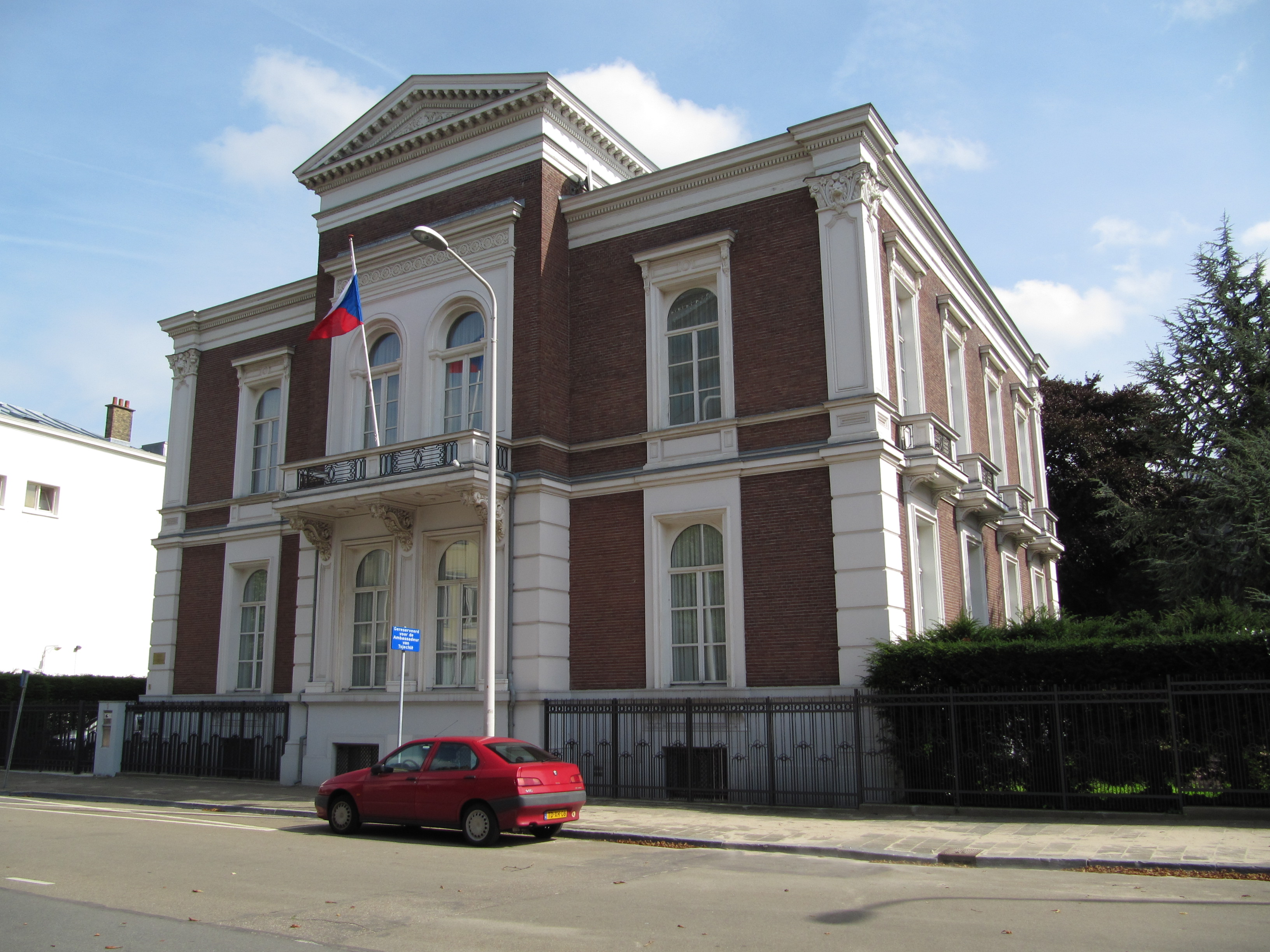
سفارت چک در لاهه

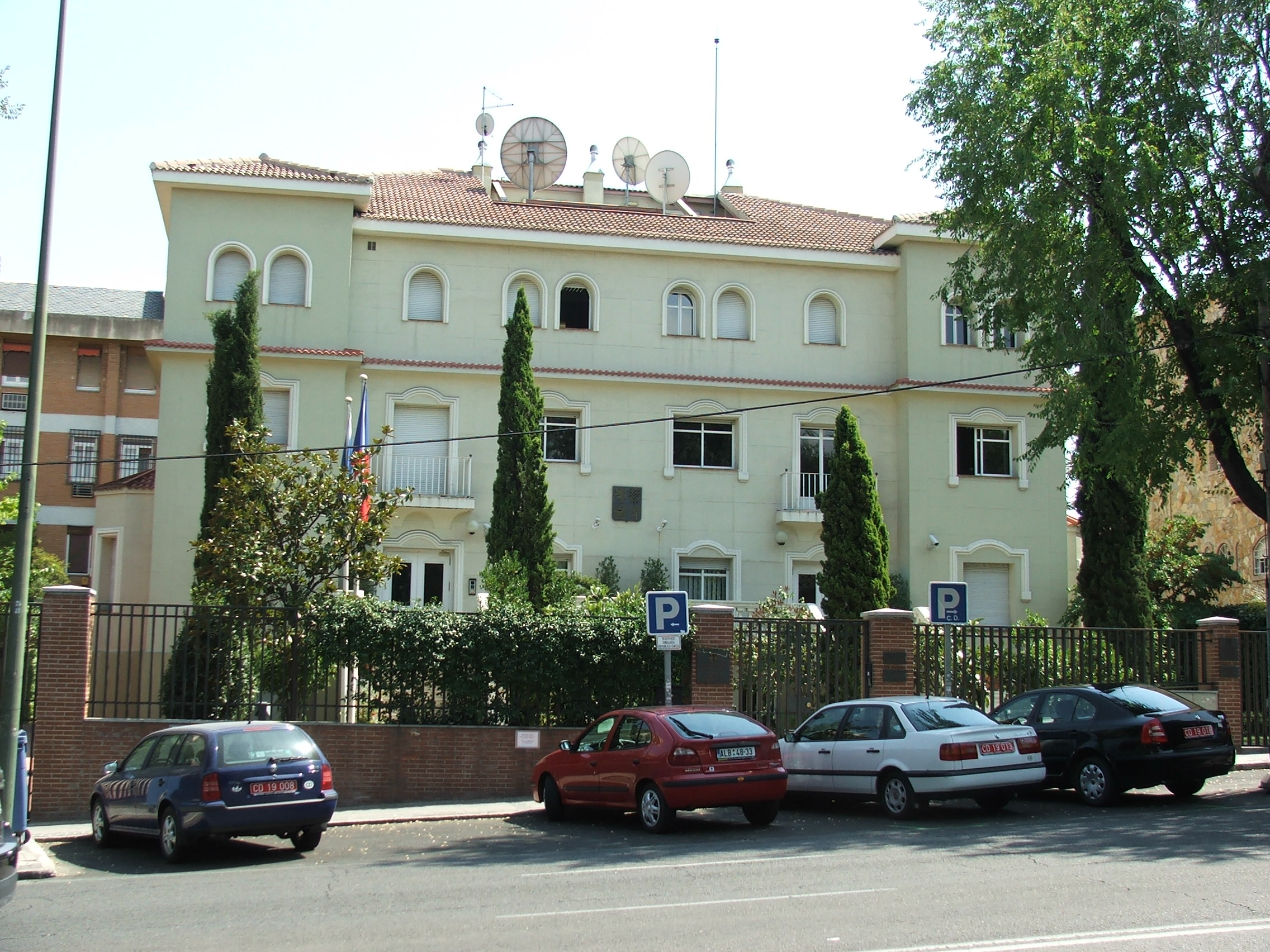
سفارت چک در مادرید

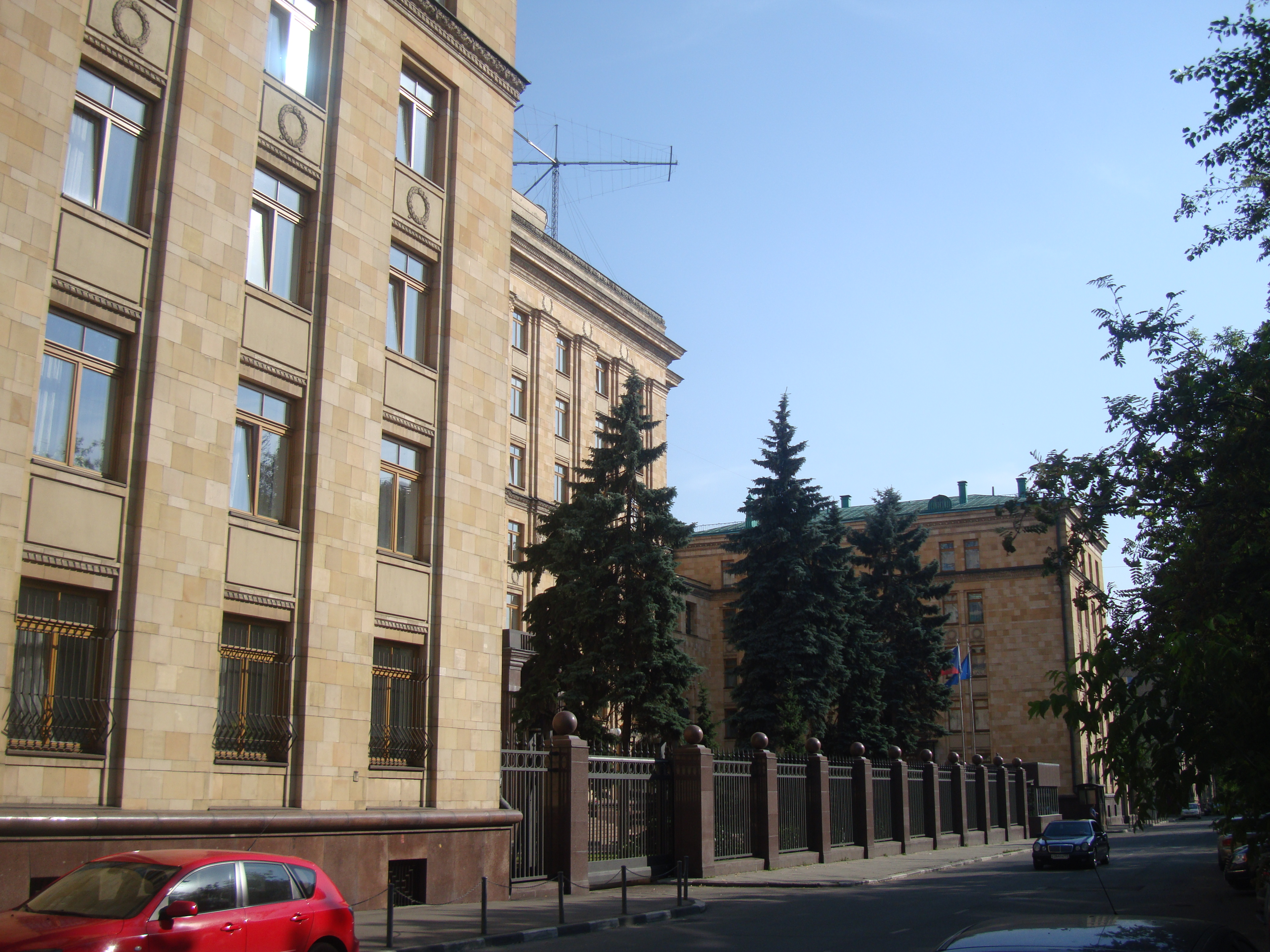
سفارت چک در مسکو

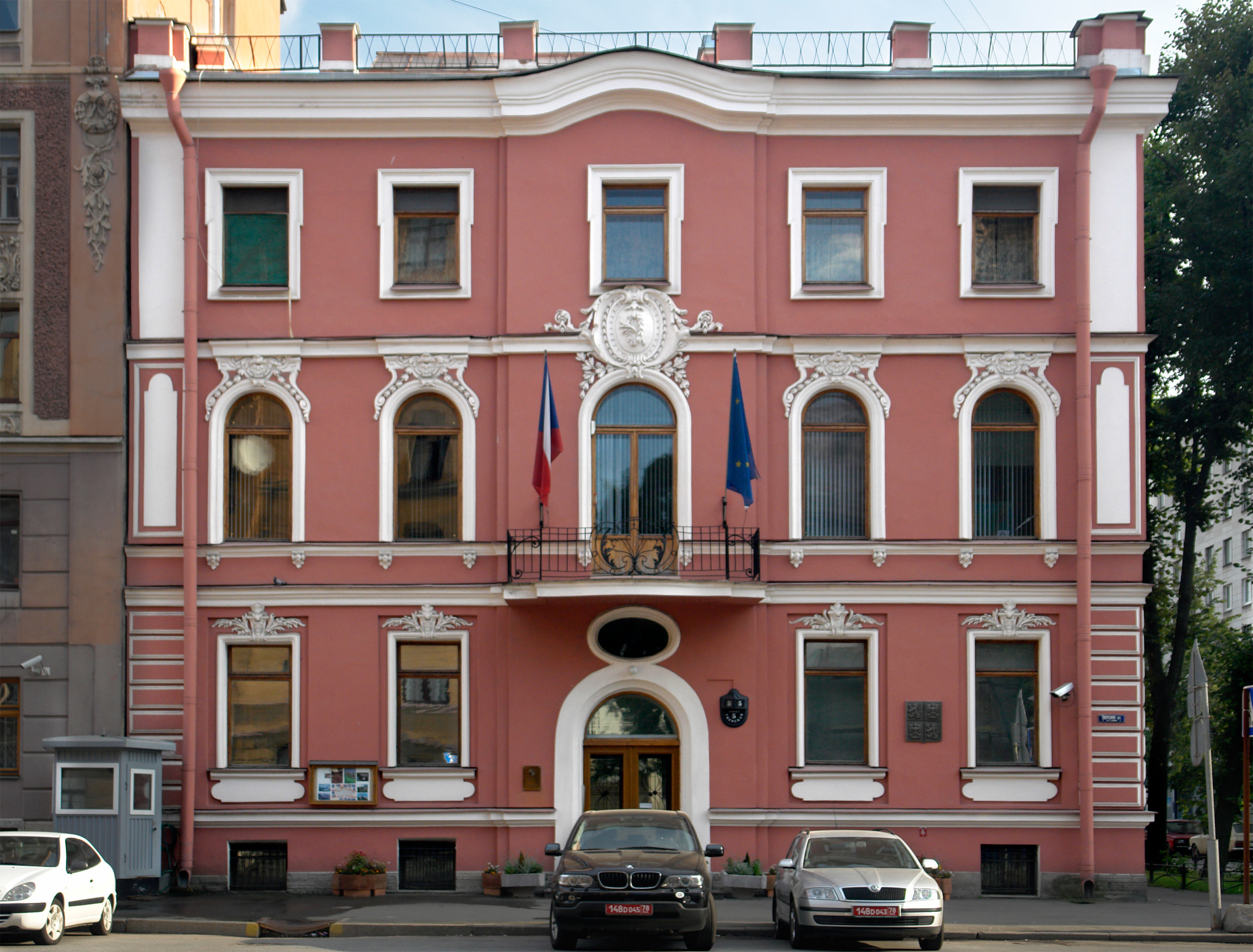
سرکنسولگری چک در سن پترزبورگ

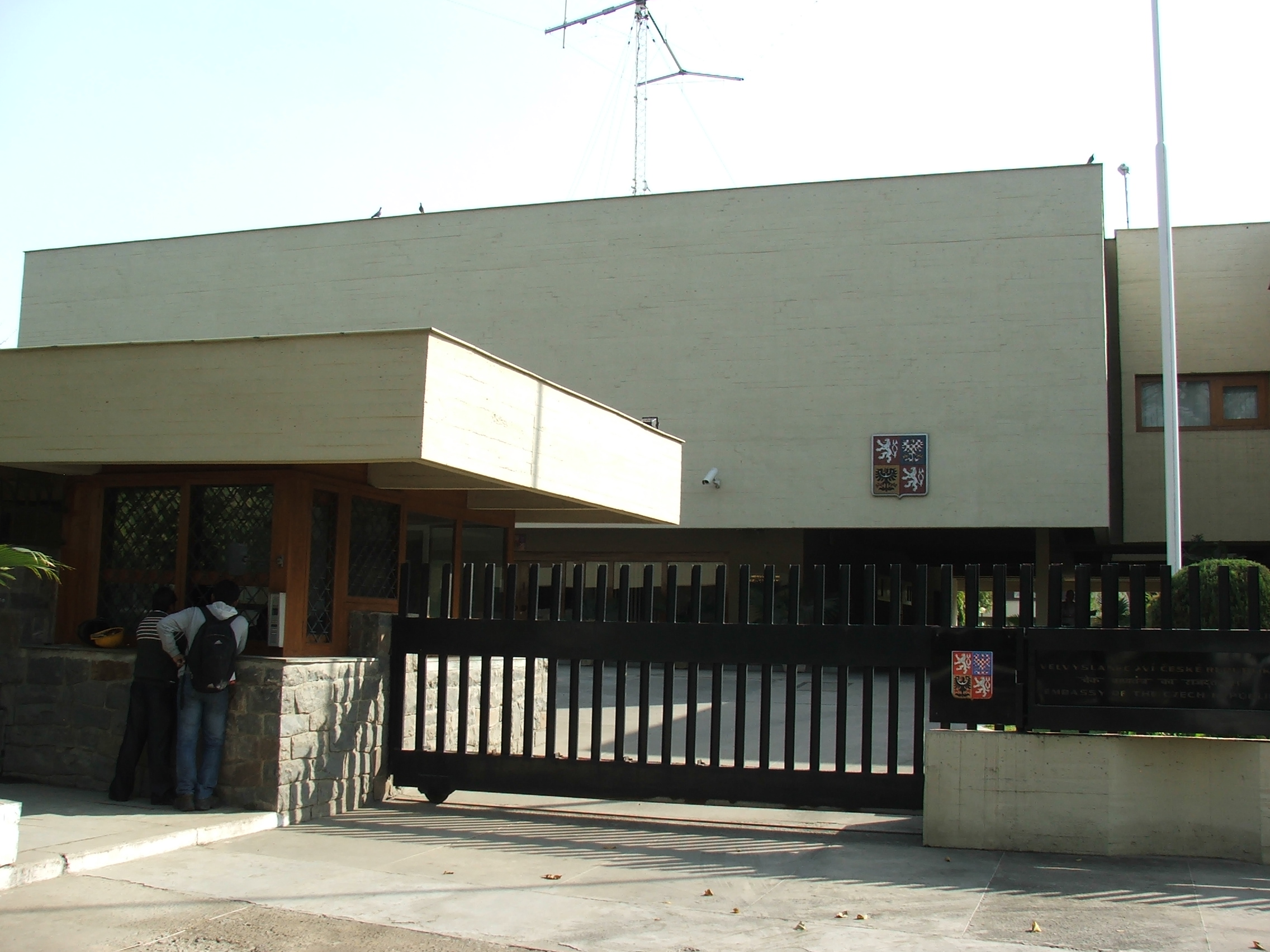
سفارت چک در دهلی نو

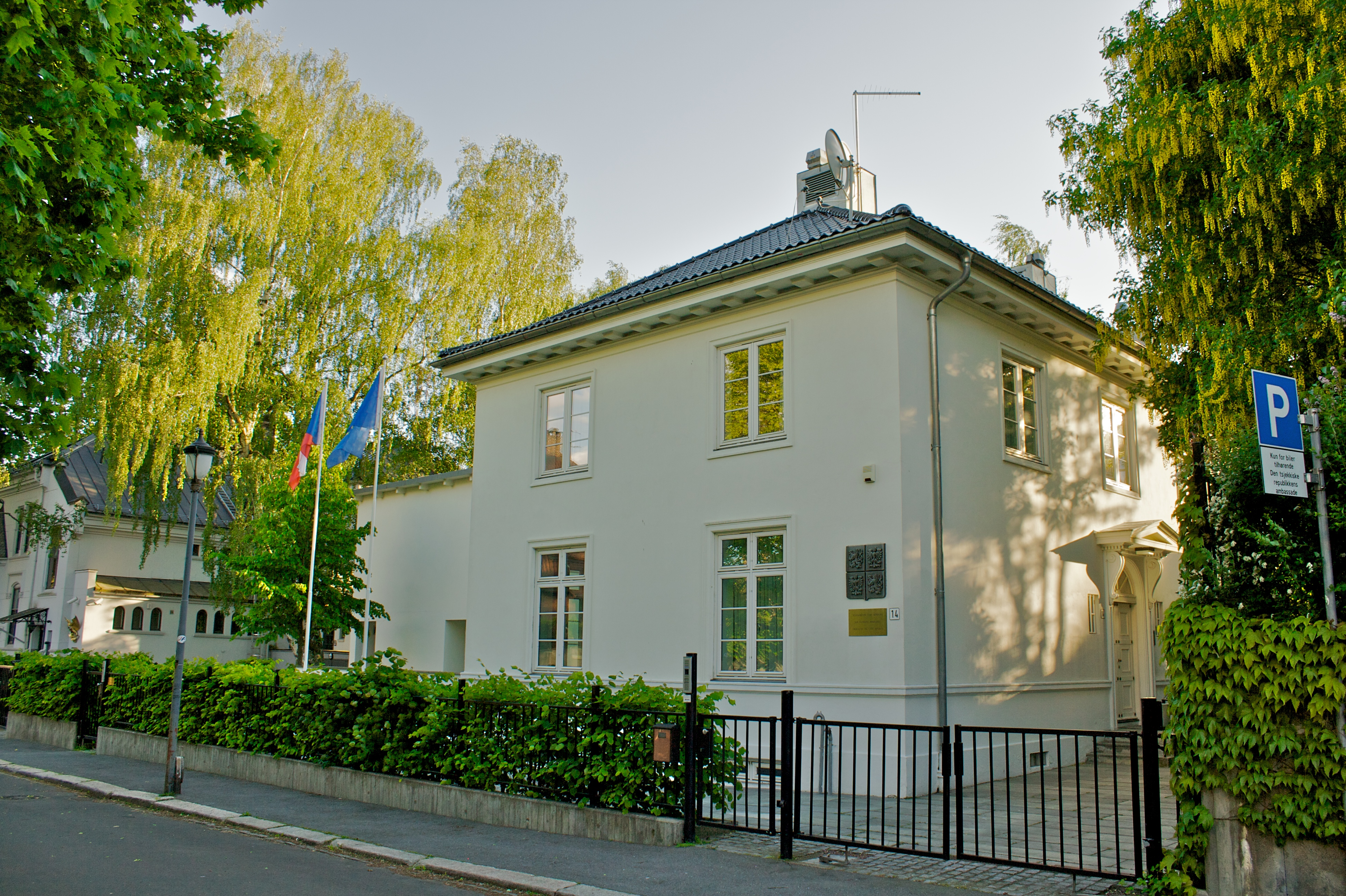
سفارت چک در اسلو

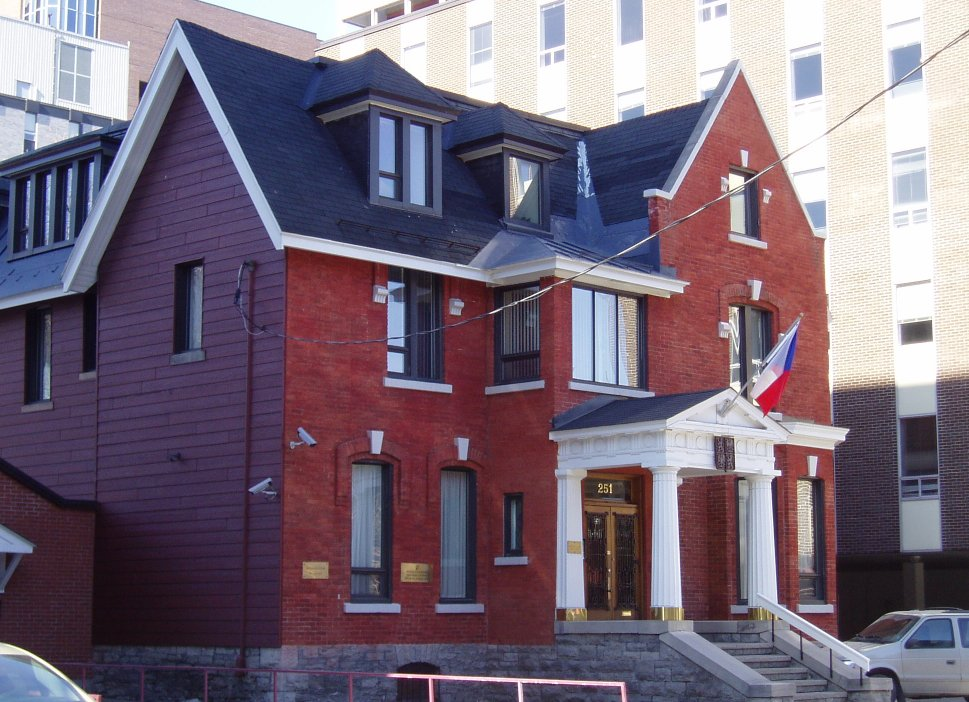
سفارت چک در اتاوا

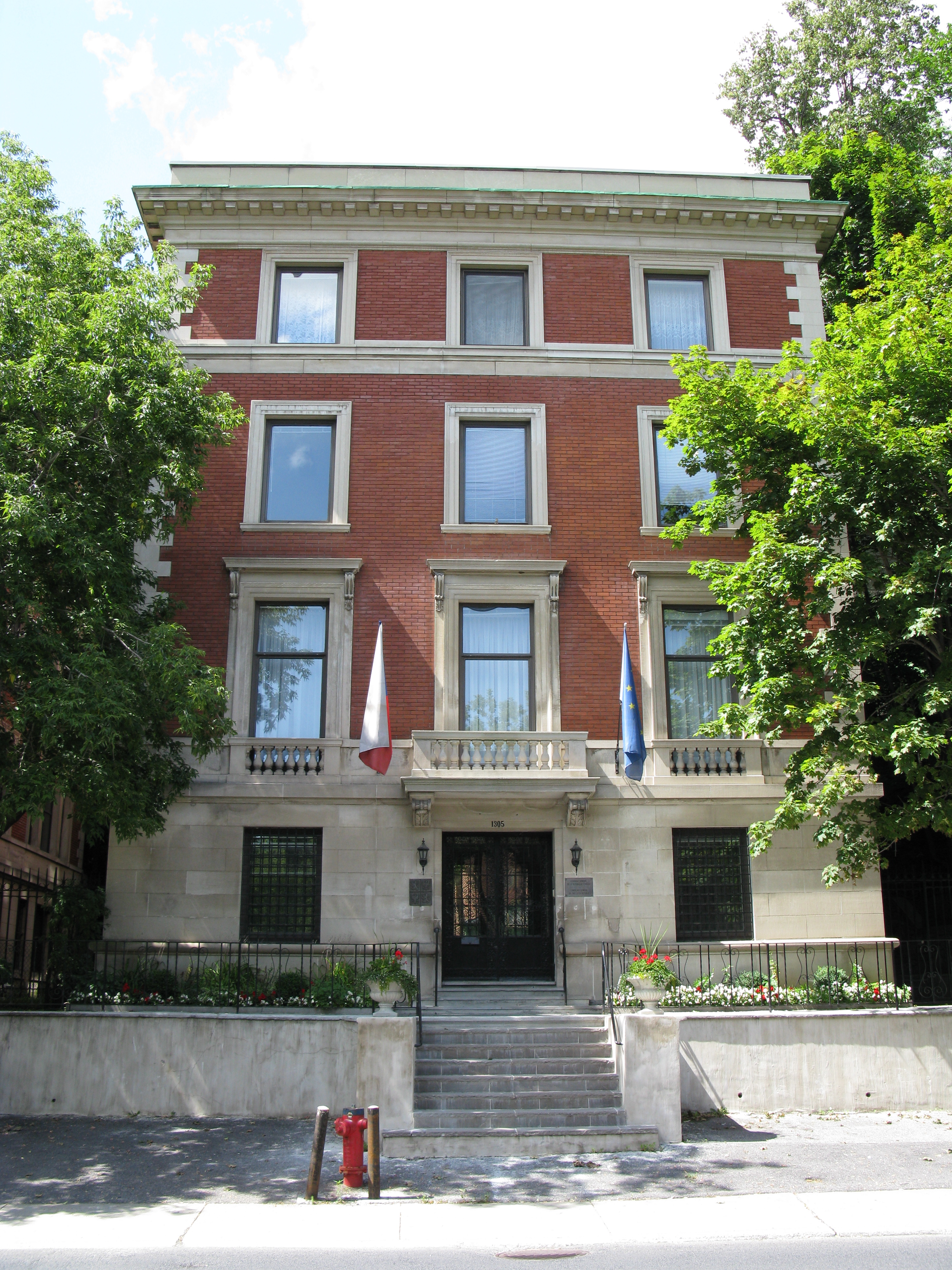
سرکنسولگری چک در مونترال

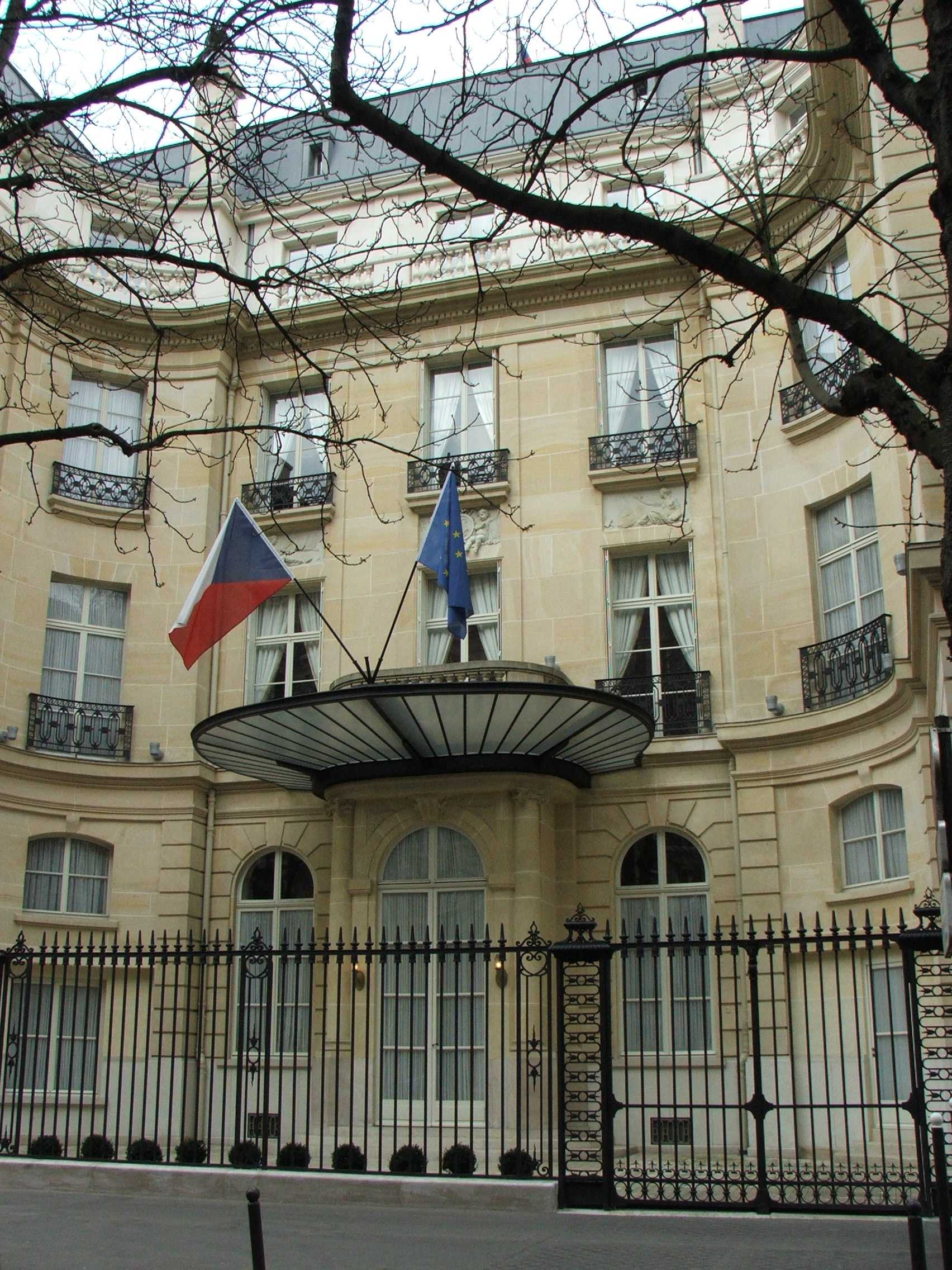
سفارت جک در پاریس

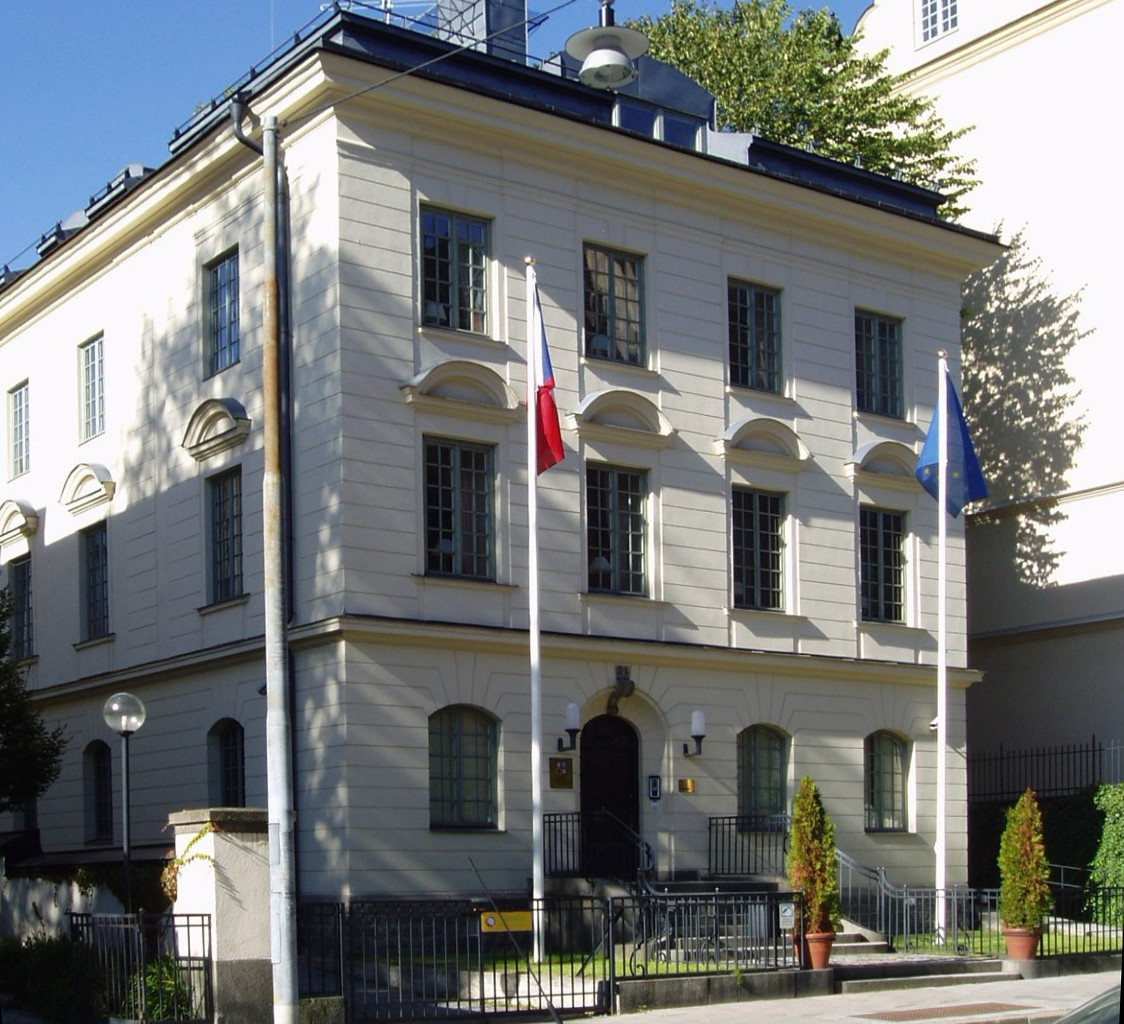
سفارت چک در استکهلم

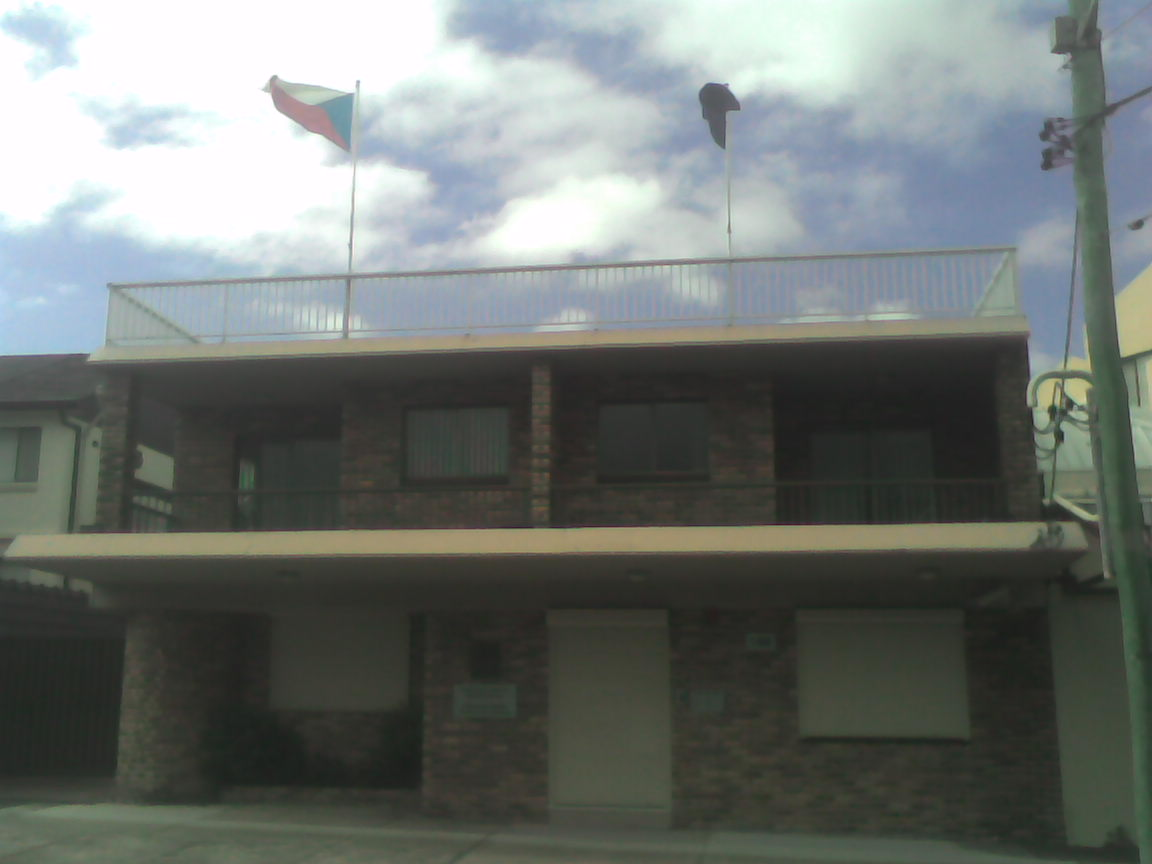
سرکنسولگری چک در سیدنی

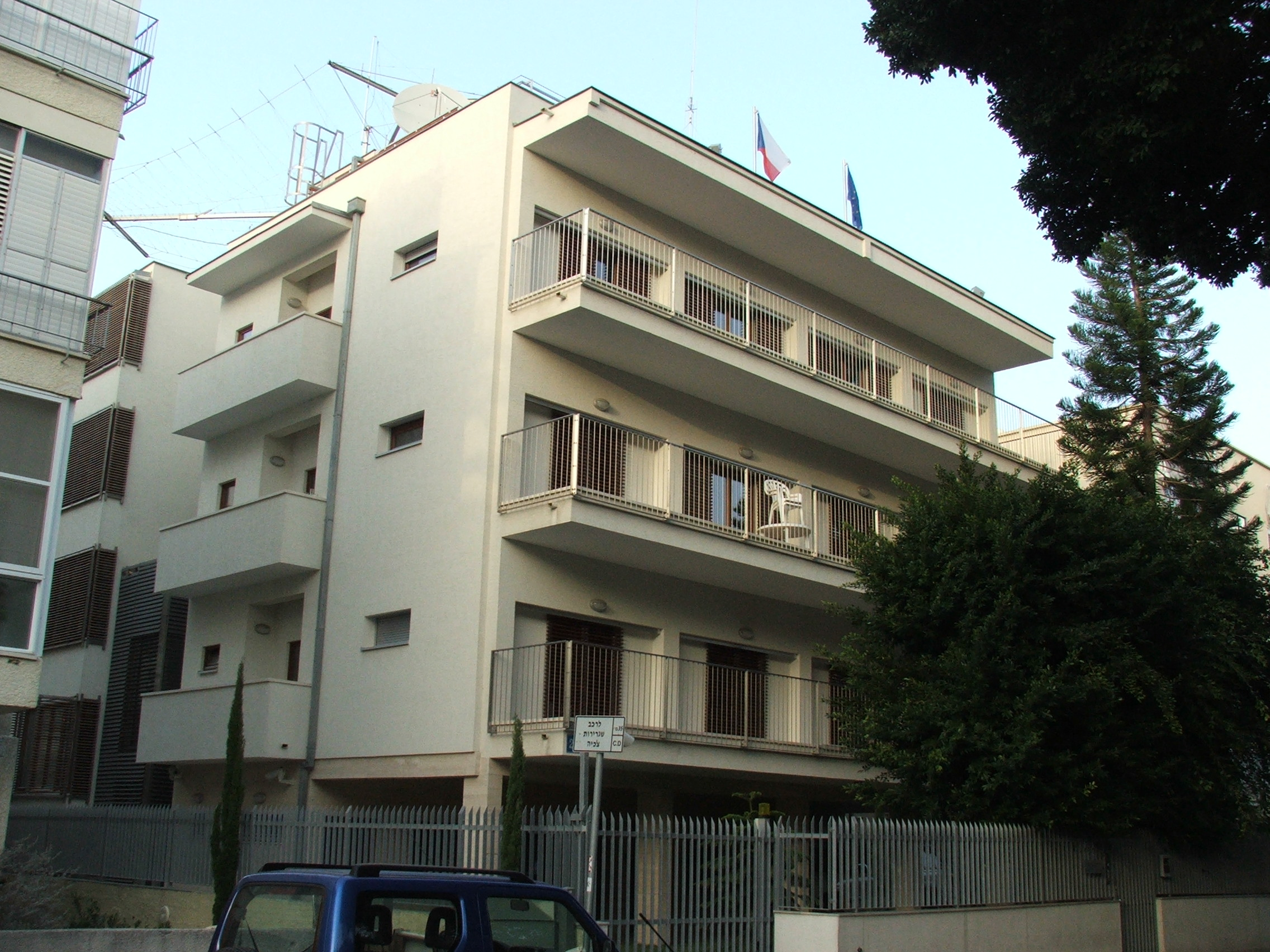
سفارت چک در تل آویو

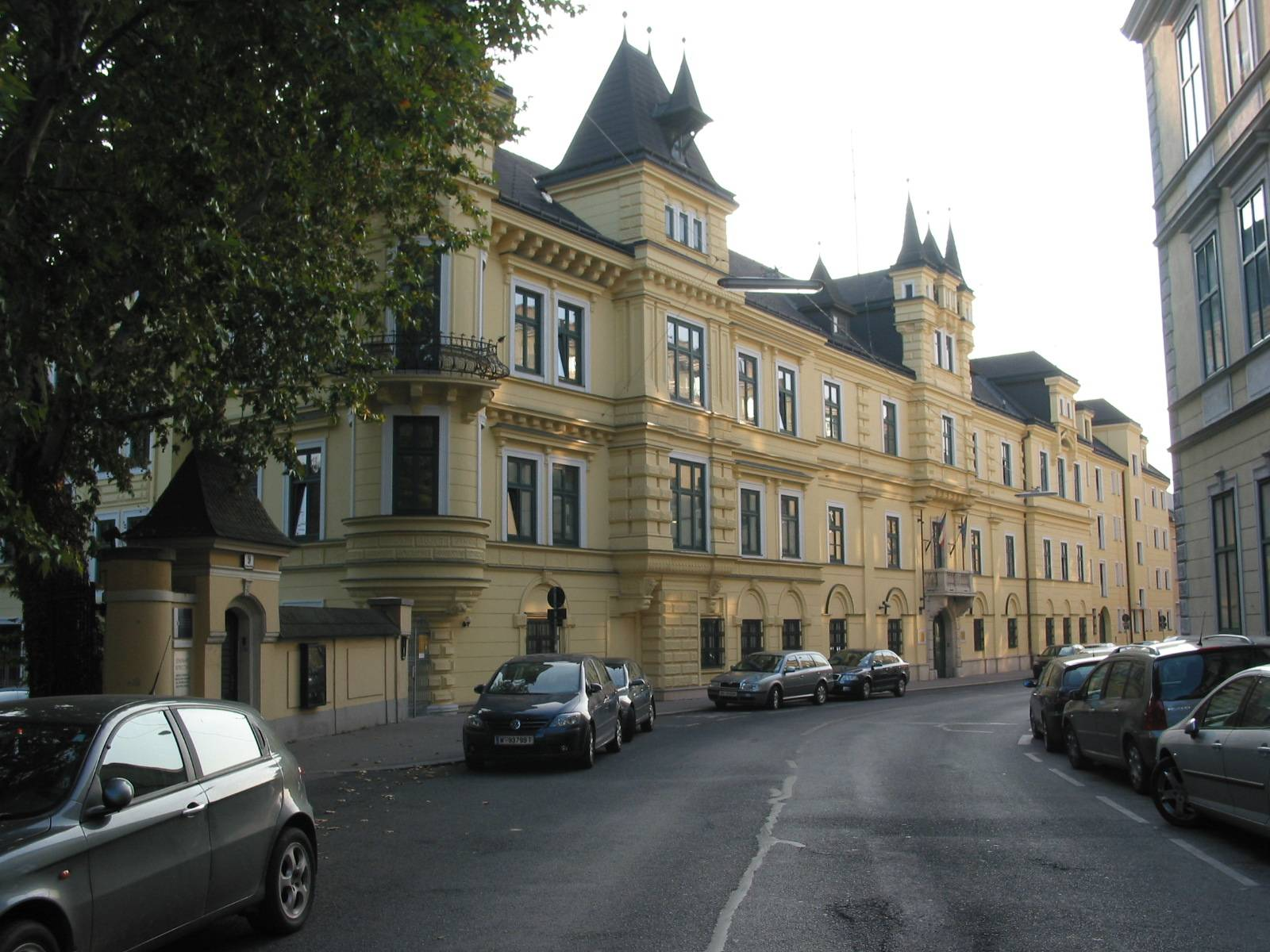
سفارت چک در وین

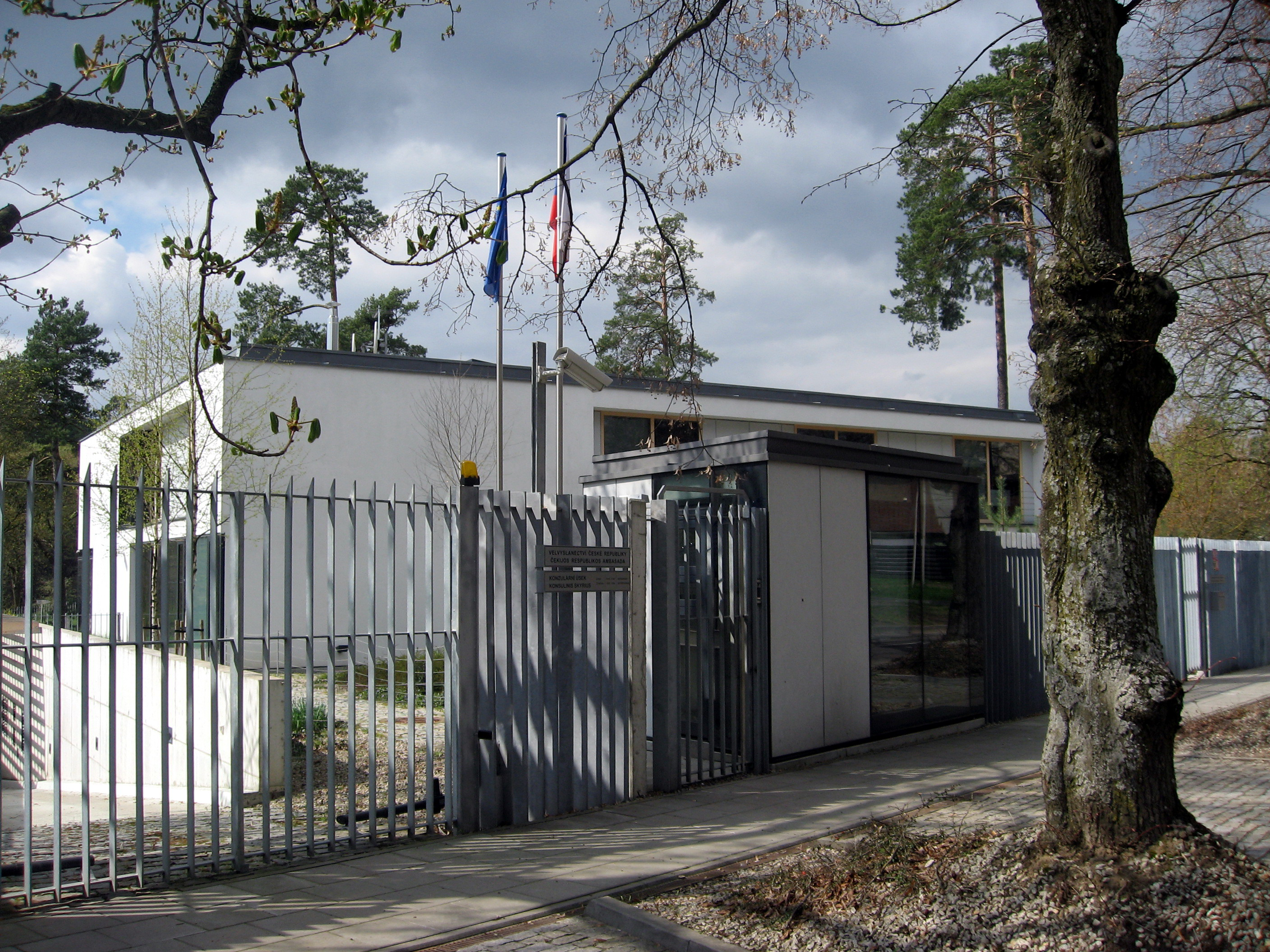
سفارت چک در ویلنیوس

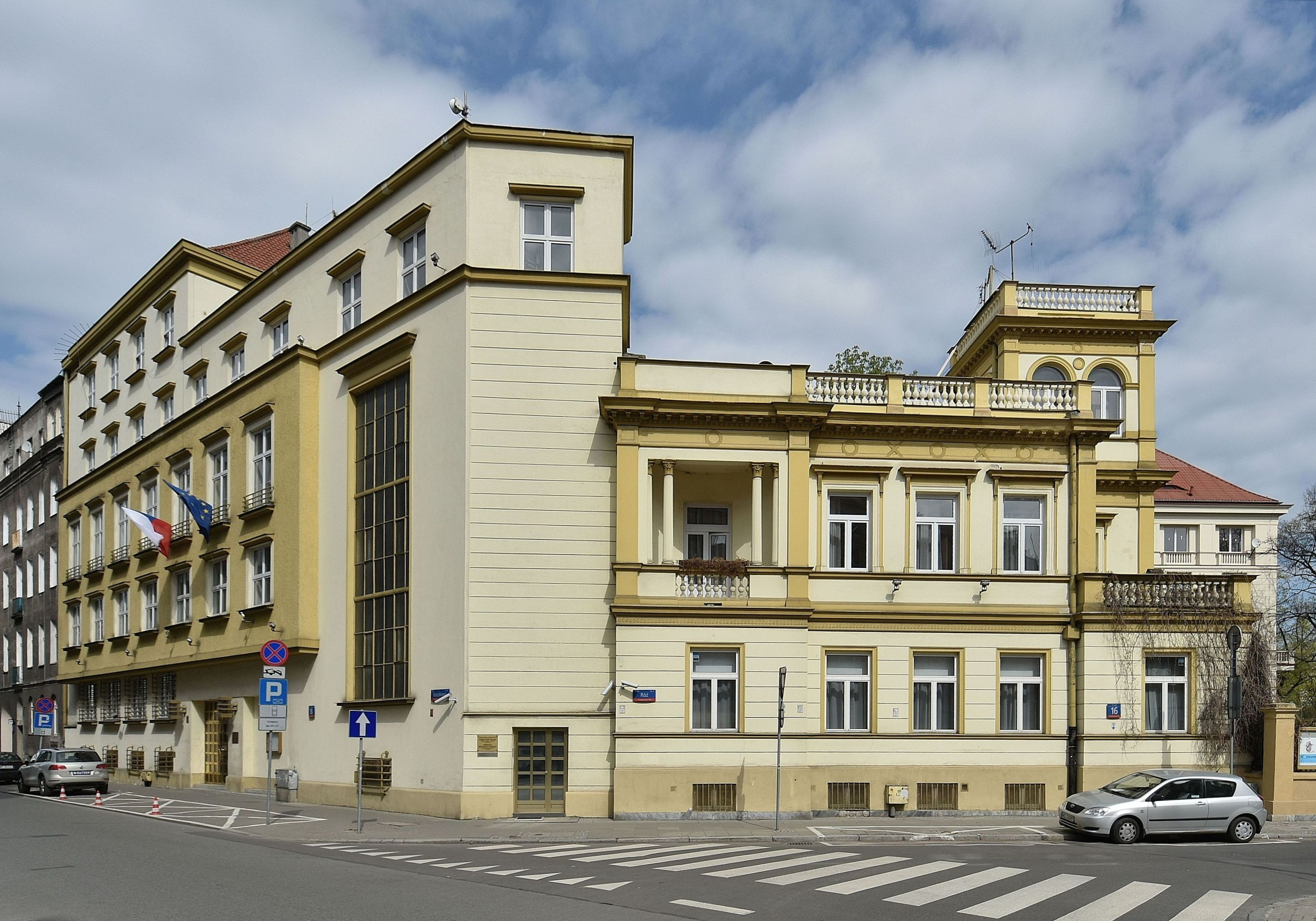
سفارت چک در ورشو

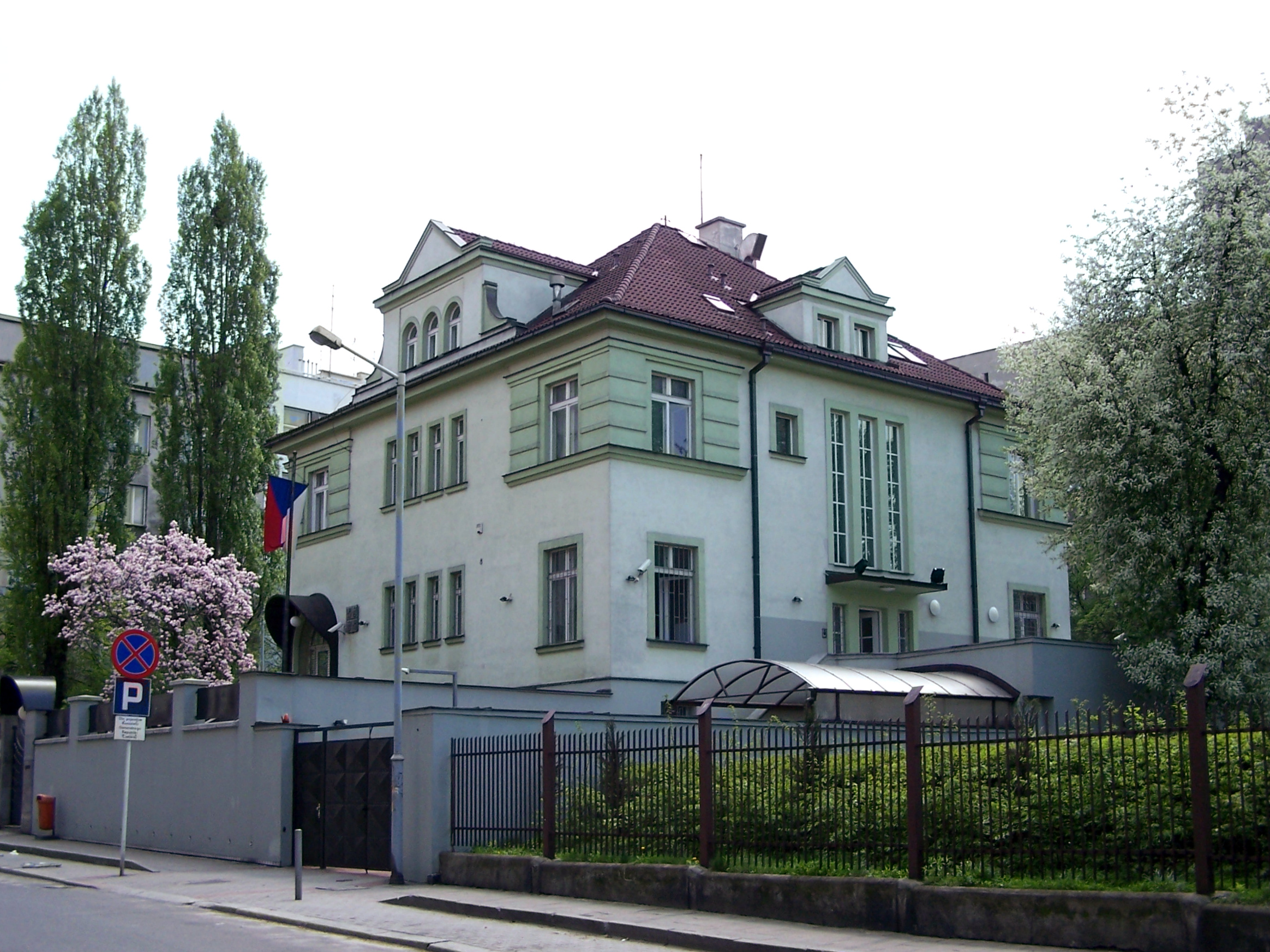
سرکنسولگری چک در کاتوویتس

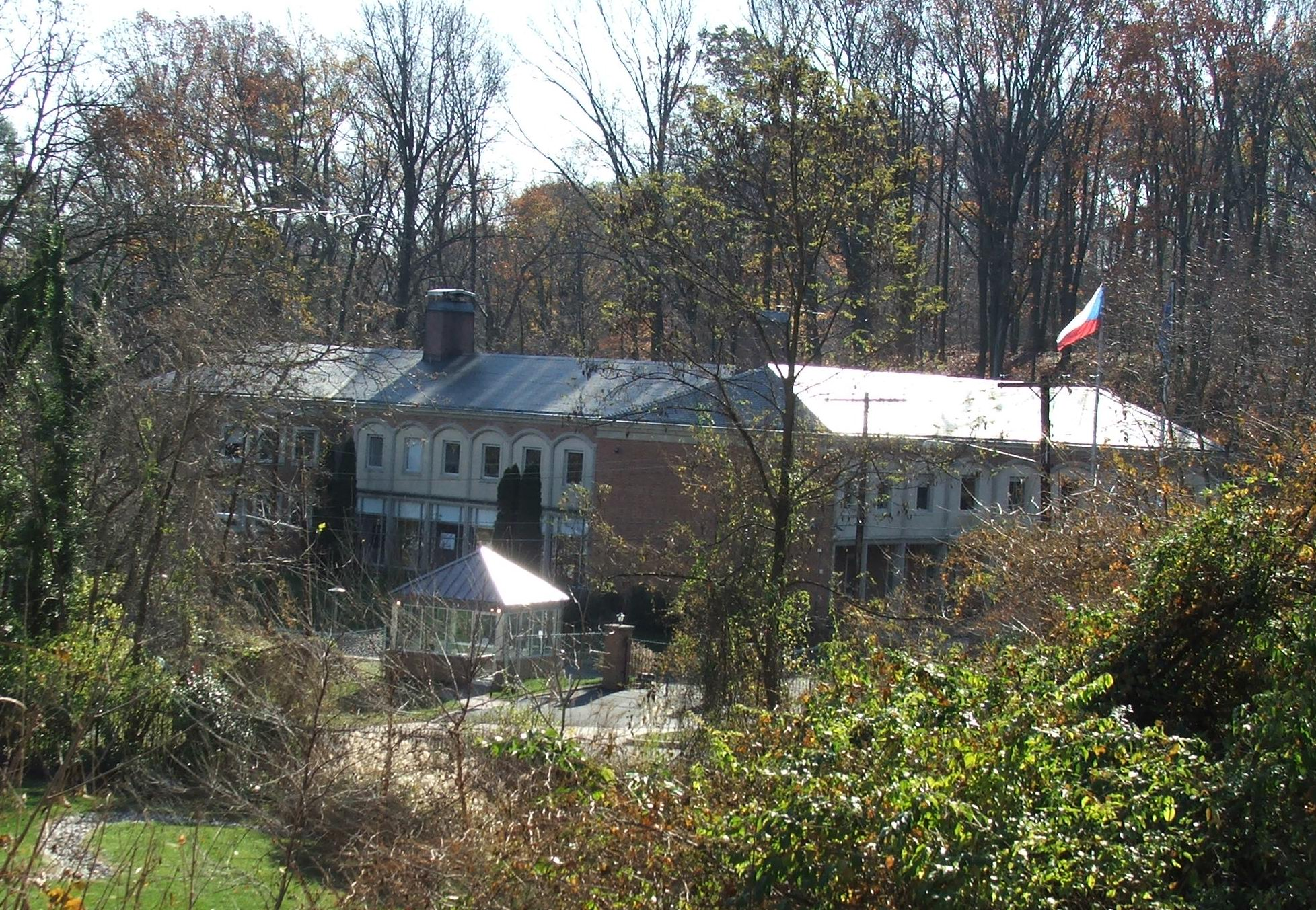
سفارت چک در واشنگتن دی سی

- الجزایر
  - الجزیره (سفارت)
- مصر
  - قاهره (سفارت)
- اتیوپی
  - آدیس آبابا (سفارت)
- غنا
  - آکرا (سفارت)
- کنیا
  - نایروبی (سفارت)
- لیبی
  - طرابلس (سفارت)
- مراکش
  - رباط (سفارت)
- نیجریه
  - ابوجا (سفارت)
- سنگال
  - داکار (سفارت)
- آفریقای جنوبی
  - پرتوریا (سفارت)
- تونس
  - تونس (سفارت)
- زیمبابوه
  - هراره (سفارت)

## آمریکا
- آرژانتین
  - بوئنوس آیرس (سفارت)
- برزیل
  - برازیلیا (سفارت)
  - سائوپائولو (سرکنسولگری)
- کانادا
  - اتاوا (سفارت)
  - تورنتو (سرکنسولگری)
- شیلی
  - سانتیاگو (سفارت)
- کلمبیا
  - بوگوتا (سفارت)
- کوبا
  - هاوانا (سفارت)
- مکزیک
  - مکزیکوسیتی (سفارت)
- پرو
  - لیما (سفارت)
- ایالات متحده آمریکا
  - واشنگتن دی سی (سفارت)
  - شیکاگو (سرکنسولگری)
  - لس آنجلس (سرکنسولگری)
  - نیویورک (سرکنسولگری)

## آسیا
- افغانستان
  - کابل (سفارت)
- ارمنستان
  - ایروان (سفارت)
- جمهوری آذربایجان
  - باکو (سفارت)
- چین
  - پکن (سفارت)
  - چنگدو (سرکنسولگری)
  - هنگ کنگ (سرکنسولگری)
  - شانگهای (سرکنسولگری)
- گرجستان
  - تفلیس (سفارت)
- هند
  - دهلی نو (سفارت)
- اندونزی
  - جاکارتا (سفارت)
- ایران
  - تهران (سفارت)
- عراق
  - بغداد (سفارت)
- اسرائیل
  - تل آویو (سفارت)
- ژاپن
  - توکیو (سفارت)
- اردن
  - امان (سفارت)
- قزاقستان
  - آستانه (سفارت)
- کره شمالی
  - پیونگ یانگ (سفارت)
- کره جنوبی
  - سئول (سفارت)
- کویت
  - کویت سیتی (سفارت)
- لبنان
  - بیروت (سفارت)
- مالزی
  - کوالالامپور (سفارت)
- مغولستان
  - اولان باتور (سفارت)
- میانمار
  - یانگون (سفارت)
- پاکستان
  - اسلام‌آباد (سفارت)
- تشکیلات خودگردان فلسطین
  - رام‌الله (نمایندگی)
- فیلیپین
  - مانیل (سفارت)
- عربستان سعودی
  - ریاض (سفارت)
- سوریه
  - دمشق (سفارت)
- تایوان
  - تایپه (نمایندگی اقتصادی و فرهنگی)
- تایلند
  - بانکوک (سفارت)
- ترکیه
  - آنکارا (سفارت)
  - استانبول (سرکنسولگری)
- امارات متحده عربی
  - ابوظبی (سفارت)
- ازبکستان
  - تاشکند (سفارت)
- ویتنام
  - هانوی (سفارت)

## اروپا
- آلبانی
  - تیرانا (سفارت)
- اتریش
  - وین (سفارت)
- بلاروس
  - مینسک (سفارت)
- بلژیک
  - بروکسل (سفارت)
- بوسنی و هرزگوین
  - سارایوو (سفارت)
- بلغارستان
  - صوفیه (سفارت)
  - بورگاس (آژانس کنسولی)
- کرواسی
  - زاگرب (سفارت)
  - اسپلیت (آژانس کنسولی)
  - رییکا (آژانس کنسولی)
- قبرس
  - نیکوزیا (سفارت)
- دانمارک
  - کپنهاگ (سفارت)
- استونی
  - تالین (سفارت)
- فنلاند
  - هلسینکی (سفارت)
- فرانسه
  - پاریس (سفارت)
  - مارسی (آژانس کنسولی)
- آلمان
  - برلین (سفارت)
  - بن (سرکنسولگری)
  - درسدن (سرکنسولگری)
  - مونیخ (سرکنسولگری)
- یونان
  - آتن (سفارت)
- سریر مقدس
  - واتیکان (سفارت)
- مجارستان
  - بوداپست (سفارت)
- جمهوری ایرلند
  - دوبلین (سفارت)
- ایتالیا
  - رم (سفارت)
  - میلان (سرکنسولگری)
  - ونیز (آژانس کنسولی)
  - پالرمو (آژانس کنسولی)
- کوزوو
  - پریشتینا (سفارت)
- لتونی
  - ریگا (سفارت)
- لیتوانی
  - ویلنیوس (سفارت)
- لوکزامبورگ
  - لوکزامبورگ (سفارت)
- مقدونیه شمالی
  - اسکوپیه (سفارت)
- مولدووا
  - کیشیناو (سفارت)
- مونته‌نگرو
  - پودگوریتسا (سفارت)
- هلند
  - لاهه (سفارت)
- نروژ
  - اسلو (سفارت)
- لهستان
  - ورشو (سفارت)
  - کاتوویتس (سرکنسولگری)
- پرتغال
  - لیسبون (سفارت)
- رومانی
  - بخارست (سفارت)
- روسیه
  - مسکو (سفارت)
  - سن پترزبورگ (سرکنسولگری)
  - یکاترینبورگ (سرکنسولگری)
- صربستان
  - بلگراد (سفارت)
- اسلواکی
  - براتیسلاوا (سفارت)
- اسلوونی
  - لیوبلیانا (سفارت)
- اسپانیا
  - مادرید (سفارت)
  - بارسلونا (آژانس کنسولی)
- سوئد
  - استکهلم (سفارت)
- سوئیس
  - برن (سفارت)
- اوکراین
  - کی یف (سفارت)
  - لووف (سرکنسولگری)
- بریتانیا
  - لندن (سفارت)

## اقیانوسیه
- استرالیا
  - کانبرا (سفارت)
  - سیدنی (سرکنسولگری)

## سازمان‌های چندجانبه
- بروکسل (نمایندگی دائم به اتحادیه اروپا و ناتو)
- ژنو (مأموریت دائمی به دفتر ملل متحد و دیگر سازمان‌های بین‌المللی)
- شهر نیویورک (مأموریت دائمی به سازمان ملل متحد)
- پاریس (نمایندگی دائم به سازمان همکاری و توسعه اقتصادی و یونسکو)
- استراسبورگ (نمایندگی دائم به شورای اروپا)
- وین (مأموریت دائمی به دفتر سازمان ملل متحد و نمایندگی دائم به سازمان امنیت و همکاری در اروپا)